# Eccellenza Sardegna 2000-2001
Il campionato italiano di calcio di Eccellenza regionale 2000-2001 è stato il decimo organizzato in Italia. Rappresenta il sesto livello del calcio italiano.
Questo è il campionato regionale della regione Sardegna.

## Squadre partecipanti
| Squadra                   | Città                  |
| ------------------------- | ---------------------- |
| Pol. Alghero              | Alghero (SS)           |
| Pol. Arzachena            | Arzachena (SS)         |
| A.S. Atlerico Elmas       | Cagliari (CA)          |
| Pol. Buddusò              | Buddusò (SS)           |
| F.B.C. Calangianus        | Calangianus (SS)       |
| S.S. Carloforte           | Carloforte (SU)        |
| U.S. Castelsardo          | Castelsardo (SS)       |
| Pol. Corrasi              | Oliena (NU)            |
| U.S. Mandas               | Mandas (SU)            |
| Monteponi Iglesias Calcio | Iglesias (SU)          |
| Pol. Muravera             | Muravera (CA)          |
| A.C. Pula                 | Pula (CA)              |
| P.S.F. Sant'Elena Quartu  | Quartu Sant'Elena (CA) |
| Pol. Sinnai               | Sinnai (CA)            |
| Pol. Taloro               | Gavoi (NU)             |
| Pol. Thiesi               | Thiesi (SS)            |

## Classifica finale
|  | Pos. | Squadra                                     | Pt | G  | V  | N  | P  | GF | GS | DR  |
|  | ---- | ------------------------------------------- | -- | -- | -- | -- | -- | -- | -- | --- |
|  | 1.   | A.S. Atletico Elmas, Cagliari               | 68 | 30 | 21 | 5  | 4  | 76 | 28 | +48 |
|  | 2.   | Pol. Alghero, Alghero                       | 54 | 30 | 15 | 9  | 6  | 46 | 27 | +19 |
|  | 3.   | F.B.C. Calangianus, Calangianus             | 53 | 30 | 15 | 8  | 7  | 62 | 37 | +25 |
|  | 4.   | P.S.F. Sant'Elena Quartu, Quartu Sant'Elena | 53 | 30 | 15 | 8  | 7  | 57 | 30 | +27 |
|  | 5.   | F.C. Monteponi Iglesias, Iglesias           | 50 | 30 | 14 | 8  | 8  | 42 | 23 | +19 |
|  | 6.   | A.C. Pula, Pula                             | 44 | 30 | 11 | 11 | 8  | 40 | 35 | +5  |
|  | 7.   | Pol. Muravera, Muravera                     | 41 | 30 | 11 | 8  | 11 | 53 | 54 | -1  |
|  | 8.   | Pol. Arzachena, Arzachena                   | 41 | 30 | 10 | 11 | 9  | 30 | 32 | -2  |
|  | 9.   | S.S. Carloforte, Carloforte                 | 36 | 30 | 8  | 12 | 10 | 25 | 29 | -4  |
|  | 10.  | Pol. Buddusò, Buddusò                       | 35 | 30 | 9  | 8  | 13 | 16 | 24 | -8  |
|  | 11.  | Pol. Taloro, Gavoi                          | 33 | 30 | 9  | 6  | 15 | 35 | 45 | -10 |
|  | 12.  | Pol. Sinnai, Sinnai                         | 33 | 30 | 7  | 12 | 11 | 23 | 40 | -17 |
|  | 13.  | Pol. Thiesi, Thiesi                         | 31 | 30 | 9  | 4  | 17 | 25 | 40 | -15 |
|  | 14.  | U.S. Castelsardo, Castelsardo               | 31 | 30 | 8  | 7  | 15 | 30 | 53 | -23 |
|  | 15.  | Pol. Corrasi, Oliena                        | 25 | 30 | 6  | 7  | 17 | 33 | 67 | -34 |
|  | 16.  | U.S. Mandas, Mandas                         | 24 | 30 | 4  | 12 | 14 | 25 | 54 | -29 |

- Spareggio salvezza: Thiesi-Castelsardo 6-4